# Prîvitne (Avhustînivka), Zaporijjea
Prîvitne (în ucraineană Привітне) este un sat în comuna Avhustînivka din raionul Zaporijjea, regiunea Zaporijjea, Ucraina.

## Demografie
Componența lingvistică a localității Prîvitne
     Ucraineană (94,74%)
     Rusă (5,26%)
Conform recensământului din 2001, majoritatea populației localității Prîvitne era vorbitoare de ucraineană (94,74%), existând în minoritate și vorbitori de rusă (5,26%).